# Lac des Neuf Couleurs
Le lac des Neuf Couleurs se situe dans la vallée de l'Ubaye, dans les Alpes-de-Haute-Provence, à 2 841 m d'altitude. Il est entouré de sommets supérieurs à 3 000 m comme la pointe des Cirques, le Brec de l'Homme (3 211 m), ou encore la Tête de la Fréma qui culmine à 3 151 m d'altitude. Non loin se dresse également l'Aiguille de Chambeyron (3412m), point culminant du massif montagneux éponyme. La frontière franco-italienne passe à quelques centaines de mètres à l'est, par certains des sommets cités plus haut.
Certains marcheurs italiens ont affirmé que l’hydronyme a été déformé pour changer de sens, qu'il devrait être dit « lac des 9 couloirs avalancheux ». 
De même, certains marcheurs Ubayens affirment que le nom a été déformé lors de l'établissement des cartes et qu'il s'appelait "lac des 9 coulures". 
Coordonnées approchées GPS en degrés décimaux : latitude 44.57176 / longitude 6.75711.

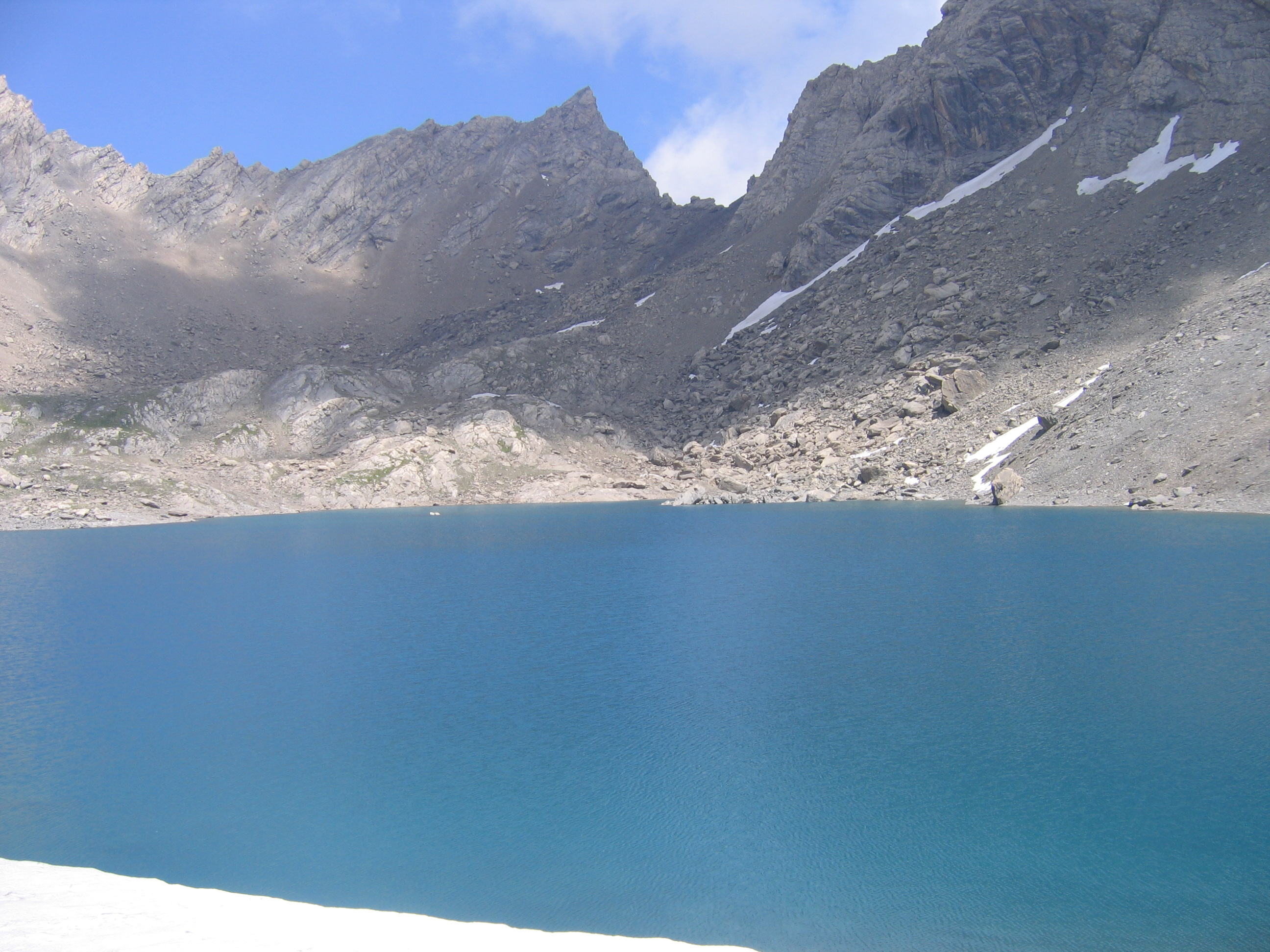
Le lac des Neuf Couleurs.

ATTENTION: Un autre lac, plus petit, porte le même nom (à quelques kilomètres à vol d'oiseau à l'Ouest du précédent, dans le même département !) : il est situé à l'Ouest du sommet de la Mortice, dans le massif d'Escreins, à une altitude de 2711 m.
Coordonnées approchées GPS en degrés décimaux : latitude 44.54044 / longitude 6.86353.

## Liens Externes
- Photographies du lac des Neuf Couleurs